# Newtown (Derbyshire)
Newtown – wieś w Anglii, w hrabstwie Derbyshire, w dystrykcie High Peak.